# Ébagara
Az Ébagara a Gudea által Lagasban alapított templom. Uralkodásának 18–20. évében, i. e. 2124 körül került sor erre, Gudea halálának évében készült el. Az Ébagarában Gátumdu istennőnek – aki Gula és Baú helyi változata –, Lagas védnökének rituáléit végezték. A Gírszuban talált A jelű feliratos henger szerint Gudea Lagas nagyjainak emelte étkező helyiségül. Itt őrizték Ningírszu fegyverét, amellyel megölte az imdugud madarat (anzut) a Sors-táblák ellopása miatt.
Nevének transzkripciója: e2-ba-gara2. 𒂍𒁀𒂵. Fordítása nehéz, mert a „ba” főnévként valamilyen ismeretlen vízi állatot jelent, az utolsó tag pedig „krémet”. A krém – csakúgy, mint a magyar nyelvben is – kiválót, kitűnőt, kiemelkedőt jelent elvont értelemben (valaminek a krémje = a legjobbjai).